# Нам пощастило
Нам пощастило (англ. We Were The Lucky Ones) — американський історичний драматичний міні-серіал, розроблений Ерікою Ліпез для Hulu, прем'єра якого відбулася 28 березня 2024 року Це адаптація однойменної книги 2017 року Джорджії Хантер, натхненної історією її власної родини.
Серіал змальовує Голокост з точки зору родини польських євреїв. У центрі сюжету брати й сестри, яких зіграли Джої Кінг, Логан Лерман, Генрі Ллойд-Хьюз, Аміт Рахав і Хадас Ярон, а також їхні батьки, яких зіграли Ліор Ашкеназі та Робін Вайгерт .

## Сюжет
Перед Другою світовою війною польська єврейська родина Курців жила в Радомі успішним та доволі мирним життям. Їхній успіх захистив їх від зростання антисемітизму в країні. Проте після загарбання Польщі гітлерівцями, вони зазнали переслідування, як й інші євреї. Деякі члени родини опиняються в гетто для євреїв, де вимушені виживати та боятися кожен день за своє життя. Молодша донька Галина та її хлопен Адам почали працювати на рух опору. Вони забезпечили, можна сказати, спасіння майже всієї сім’ї. Молодший син Адді хотів повернутися до Радома, щоб бути з родиною. Але його корабель був затриманий і хлопець ледь не попав до вʼязниці. Завдяки кмітливості та знайомствам він все ж добрався до берегів Південної Америки. Радянська влада не була поблажливіша, відтак деякі члени родини Курц були вислані до Сибіру та змушені були виживати в нелюдських умовах. Коли війна закінчується, ті, хто вижив, намагаються знайти родичів та возз'єднатися. Родина Курц одна з небагатьох, хто дожив до кінця війни у повному складі.

## У ролях
- Джої Кінг у ролі Галини Курц, молодшого брата, яка працює лаборанткою у свого зятя Селіма
- Логан Лерман — Едді Курц, середній брат, який живе в Парижі, де робить кар'єру композитора
- Генрі Ллойд-Г'юз — Генек Курц, старший брат, юрист, одружений на Герті (Розенблат)
- Аміт Рахав у ролі Якоба Курца, студента права та хлопця Белли, який захоплюється фотографією
- Хадас Ярон — Міла Курц, дружина Селіма та мати Феліції
- Сем Вулф у ролі Адама Айхенвальда, архітектора, який живе в сім'ї Курц і коханого Галини
- Майкл Алоні в ролі Селіма, лікаря, чоловіка Міли та батька Феліції
- Моран Розенблатт — Герта Зайферт, дружина Генека
- Єва Фейлер — Белла, дівчина Якоба та кохана дитинства
- Ліор Ашкеназі — Сол Курц, патріарх родини та власник бутіка Kurc
- Робін Вайгерт у ролі Нехуми Курц, сімейної матріарха та швачки
- Ідо Самуїл у ролі Ісаака, вірного друга, його стосунки з сім'єю Курц — болісно випробувані його роллю в єврейській поліції.
- Ліхі Корновскі в ролі Елізабет (Еліска), єврейки з Праги, враженої Едді
- Марін Хінкл — мадам Лоубір, мати Еліски
- Артемізія Пальяно — молода Феліція
- Белль Сварк — Феліція

## Виробництво
Зйомки тривали з грудня 2022 року і завершилися навесні 2023 року. Першочергово зйомки проходили в Бухаресті, Румунія, місцями зйомок також були Малага та Кадіс в Іспанії.